# Michał Sędziwój

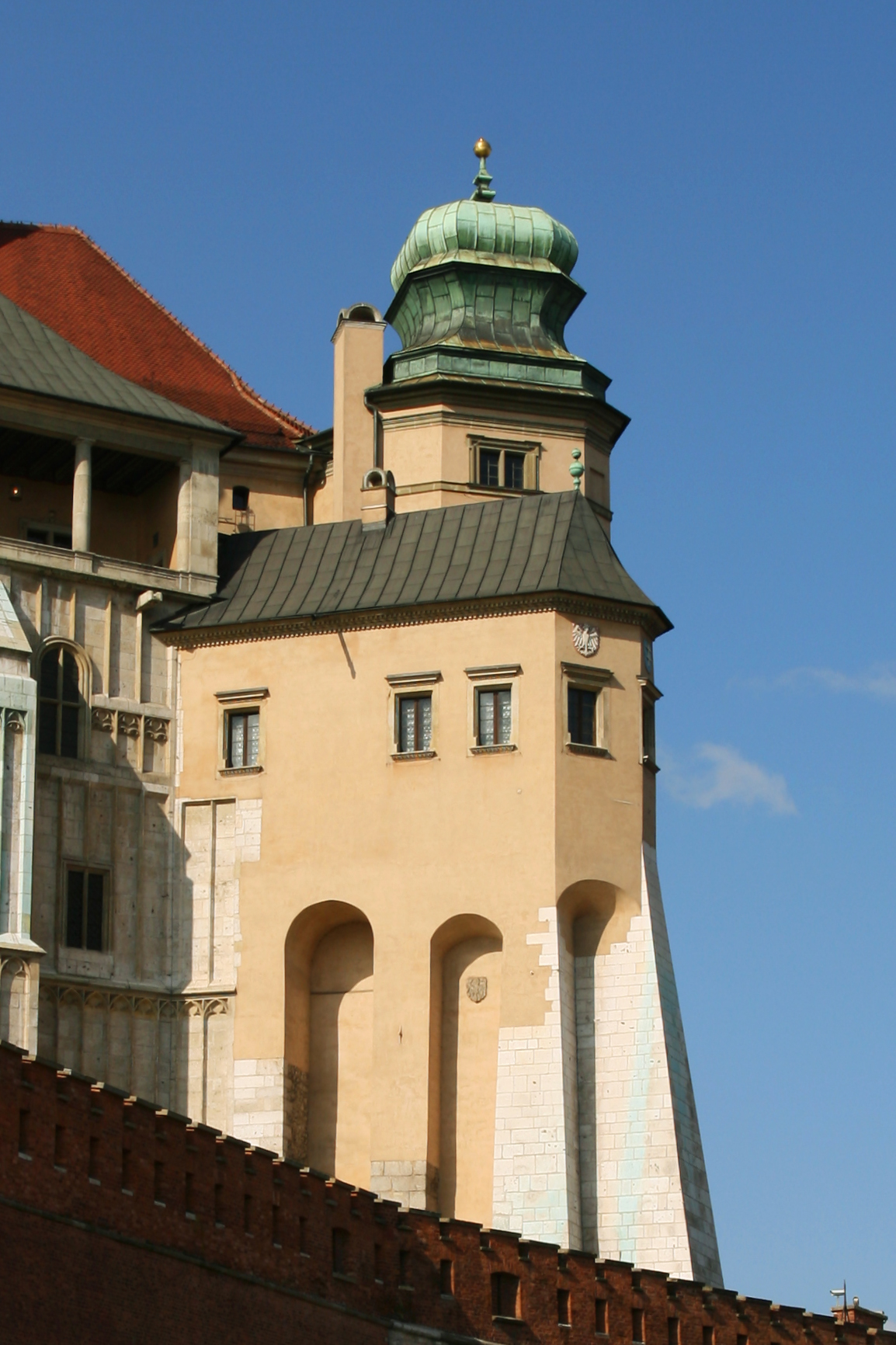
Wieża Kurza Stopka na Zamku Królewskim na Wawelu, gdzie według przekazów swoją pracownię miał Michał Sędziwój

Herb Michała Sędzimira vel Sędziwoja

Michał Sędziwój, Michał Sędzimir herbu Ostoja, łac. Sendivogius Polonus (ur. 2 lutego 1566 w Łukowicy, zm. między 20 maja a 12 sierpnia 1636 w Kravařach) – polski alchemik i lekarz, prawdopodobnie odkrywca tlenu.

## Życiorys
Urodził się w Łukowicy koło Nowego Sącza jako syn polskiego szlachcica Jakuba Sędzimira i Katarzyny Pielszówny z Rogów.
Ojciec nie szczędził środków na naukę i wychowanie Michała. Zamierzał skierować go do stanu duchownego w zakonie jezuitów. Pierwsze nauki pobierał w szkole przyklasztornej w Krakowie. Kolejnym krokiem w edukacji były studia w Akademii Krakowskiej, gdzie miał poświęcić się filozofii, retoryce, teologii oraz naukom ścisłym: geometrii, astronomii i mechanice. Tam też po raz pierwszy zetknął się z alchemią i nowymi ideami w medycynie, propagowanymi przez głośnego w tych czasach lekarza Paracelsusa (Philippus Aureolus Theophrastus Bombastus von Hohenheim). W tym czasie przebywali w Krakowie dwaj słynni alchemicy angielscy John Dee oraz Edward Kelley. Sędziwój nawiązał z nimi bliższy kontakt, a w szczególności uległ wpływom Kelleya, z którym spotkał się ponownie w Czechach. Sędziwój poświęcił się całkowicie badaniu pism lekarskich i alchemicznych.
W tym okresie nawiązał bliski kontakt z Mikołajem Wolskim (1555–1630), późniejszym marszałkiem wielkim koronnym, który jako zwolennik alchemii przez wiele lat pozostał mentorem Sędziwoja, finansując jego badania i podróże. Dzięki wsparciu Wolskiego Sędziwój wyruszył za granicę, aby zdobyć wszechstronną wiedzę hermetyczną i poszerzyć wykształcenie humanistyczne. Studiował w Cambridge, Ingolstadt, Lipsku, Altdorfie, Frankfurcie, Rostocku, Wittemberdze, Wiedniu. Poznał także państwo moskiewskie, Szwecję, Anglię, Hiszpanię, Portugalię, Szwajcarię, Niemcy, Czechy, Austrię.
13 października 1591 roku Sędziwój został immatrykulowany na Uniwersytecie Wiedeńskim, a w roku 1593 w Pradze na dworze cesarza Rudolfa II został przyjęty w poczet dworzan, aby na sejmie w Ratyzbonie w roku 1598 zostać mianowanym radcą cesarskim. W tym czasie Michał Sędziwój występuje także w dokumentach jako sekretarz królewski Zygmunta III Wazy. Wszystko wskazuje na to, że bardziej niż zdolności alchemiczne, to jego misje dyplomatyczne i posłowanie między monarchami były kluczem otwierającym wrota dworu cesarskiego. W 1599 roku wybuchła w Pradze groźna epidemia, w wyniku której zmarła jego żona Weronika Stiber oraz dwoje z ich czworga dzieci. Sędziwój z pozostałymi dziećmi, Weroniką i Krzysztofem wrócili do Polski. Córka Michała Sędziwoja Weronika Maria wyszła za mąż za Jakuba von Eichendorffa, przodka niemieckiego poety romantycznego Józefa von Eichendorffa.
W roku 1604 Sędziwój przywiózł do Krakowa Sethona, alchemika, którego uwięził elektor saski Krystian II Wettyn, aby głodem i torturami wymusić od niego rzekomą tajemnicę kamienia filozoficznego i transmutacji. Sędziwojowi udało się zorganizować i przeprowadzić ucieczkę cennego więźnia, ale ten wkrótce zmarł. Przed śmiercią miał on podobno podarować swojemu wybawcy uncję substancji, która umożliwiała dokonywanie pozornej przemiany ołowiu w złoto. Dzięki temu polski alchemik mógł później odnieść głośne sukcesy podczas pokazu przed królem Zygmuntem III i cesarzem Rudolfem II. Sędziwój ożenił się z wdową po Sethonie i odziedziczył resztki jego fortuny, w tym pozostałą część proszku służącego do dokonywania rzekomych przemian.
Według Józefa Szymańskego Michał Sędzimir otrzymał szlachectwo, ze zmianą nazwiska na Sendivogius, 8 marca 1600. Dokument dotyczył formalnie dokonania odmiany herbu Ostoja, ale jego formuła jest właściwa dla nobilitacji.
Teza o „pierwotnej nobilitacji” postawiona przez Józefa Szymańskego (a nie o „uszlachetnieniu herbu”, co miało miejsce faktycznie) jest całkowicie sprzeczna z tym, że już w wydanym w 1599 roku w Pradze dziele słynnego heraldyka Bartosza Paprockiego pt. Ogród królewski Michał Sędziwój nazywany jest „Ostojczykiem”. Warto wspomnieć, że Bartosz Paprocki znał współczesnego mu Michała Sędzimira osobiście (o czym może świadczyć zamieszczona w ww. dziele „przemowa do Michała Sędziwoja”). Nadmienić należy również, że ród Sędziwojów notowany jest już w 1441 roku jako „posiadacze ziemscy”. Jedną z krakowskich siedzib Sędziwoja był dom zajmujący niegdyś narożnik pl. Szczepańskiego i ul. św. Tomasza. Budynek posiadał wejście od strony ul. Żydowskiej (później św. Tomasza). Na początku XIX w. kamienica miała jedno piętro i była przykryta dachem gontowym. Dawna siedziba Sędziwoja została zburzona w roku 1908. Podczas rozbiórki natrafiono w jej piwnicach na drzwi gotyckie, kamienną rzeźbę renesansową, obramienie z konchową konsolą u dołu oraz grabsztyny (kamienie) z wyrytymi napisami hebrajskimi. Niektóre z tych znalezisk zostały przeniesione do lapidarium Muzeum Czapskich.
Niebawem jednak otrzymał misję od króla Zygmunta III Wazy, aby powrócić do Pragi i przeprowadzić zabiegi dyplomatyczne w sprawie tzw. sprawy mołdawskiej. Wtedy to też dokonał przy współudziale samego cesarza Rudolfa II słynnej transmutacji. Cesarz upamiętnił to wydarzenie, nakazując wmurowanie w ścianę sali, w której dokonano tej operacji, marmurową tablicę z napisem: „Faciat hoc quispiam alius quod fecit Sendivogius Polonus” (Niech ktokolwiek inny uczyni to, co uczynił Polak Sędziwój).
W 1604 roku Sędziwój ogłosił drukiem w Pradze swe pierwsze słynne dzieło alchemiczne pt.: „Novum Lumen Chymicum” (Nowe Światło Chemiczne), które niosło rozszerzony tytuł: Dwanaście traktatów o kamieniu filozofów, wyprowadzonych ze źródła Natury i doświadczenia ręcznego. Dzieło to napisane po łacinie, zostało wydane anonimowo, ale autor zaopatrzył je w anagram: DIVI LESCHI GENUS AMO (Kocham ród boskiego Lecha) stworzony z liter własnego imienia i nazwiska: MICHAEL SENDIVOGIUS.
Praca ta stała się głośna w całej Europie Zachodniej, między 1604 r. a 1778 r. miała 53 wydania w językach: niemieckim, francuskim, angielskim, rosyjskim, holenderskim, czeskim i polskim. Egzemplarze pracy Sędziwoja znajdywały się w bibliotekach takich uczonych jak Isaac Newton i Antoine Lavoisier.
Głównym powodem ogromnego zainteresowania jego pracą był nowy kierunek filozofii alchemicznej, jaki nadał Sędziwój.
Novum Lumen Chymicum napisane było w jasny – jak na owe czasy – sposób, oparte na doświadczeniach praktycznych, nadając nowy kierunek badaniom alchemicznym. Tym kierunkiem było powietrze i jego rola w procesach oddychania oraz spalania. Jak wynika z pracy Sędziwoja, w powietrzu znajduje się ukryty pokarm życia, który zestalony jest w saletrze potasowej – przez Sędziwoja nazwaną solą filozoficzną lub magnesem. Dzisiaj nazywamy ten składnik tlenem. W czasach, w których żył Sędziwój, pojęcia pierwiastka chemicznego i gazu jeszcze nie istniały. W związku z tym teksty Sędziwoja są trudne do rozszyfrowania. Niemniej jednak opracował rewolucyjną teorię opartą na właściwościach chemicznych saletry i ta teoria przyczyniła się do olbrzymiego rozwoju (przez eksperymenty laboratoryjne) zrozumienia procesów spalania i oddychania. Program eksperymentalny przeprowadzany był w różnych ośrodkach (pracowniach alchemicznych przy dworach i uniwersytetach) w całej Europie, a w szczególności w Anglii na uniwersytecie w Oxford.
W 1605 roku Sędziwój, goszcząc w Stuttgarcie na dworze Fryderyka I Wirtemberskiego (księcia), został uwięziony i obrabowany z kosztowności i złotodajnej tynktury. Intrygę uknuł sam książę wraz ze swym nadwornym alchemikiem Muehlenfelsem. Dopiero zdecydowana interwencja Zygmunta III Wazy i Rudolfa II spowodowała uwolnienie alchemika i wymierzenie kary śmierci Muehlenfelsowi. Został on powieszony na szubienicy trzykrotnie wyższej niż inne i pokrytej fałszywym złotem, taka była bowiem procedura przewidziana dla alchemików-fałszerzy i przestępców, którym udowodniono winę.
W 1607 roku w Kolonii wydane zostało dzieło Rozmowa Merkuriusza, alchemika i Natury. W 1616 roku także w Kolonii został wydany drukiem Traktat o siarce, wznowione wydanie Rozmów Merkuriusza i praca Nowe światło chemiczne.
W 1624 roku Sędziwój wyjechał do Padwy, kontaktując się z wybitnymi naukowcami tamtejszej uczelni. Od 1626 roku działał jako tajny radca cesarza Ferdynanda II Habsburga. W roku 1630 z rozkazu cesarskiego Sędziwój otrzymał na własność dwie wsie, Krawarze i Kąty, oraz dom w Ołomuńcu. Były to najbogatsze i największe majątki w Księstwie Karniowskim.
Sędziwój zmarł między 20 maja a 12 sierpnia 1636 roku w Krawarzach. Przypuszcza się, że został pochowany w kościele Świętego Ducha w Opawie.

## Dorobek naukowy
Ogłaszając drukiem swą pracę Novum Lumen Chymicum, Sędziwój w zasadniczy sposób zmienił kierunek badań alchemicznych – badania te w ostateczności doprowadziły do odkrycia tlenu i do ogłoszenia nowoczesnej teorii spalania przez Antoine Lavoisiera w 1774 r. Tlen otrzymał w wyniku rozkładu prażonej saletry potasowej i określił jako cibus vitae (łac. pokarm żywota) – domyślał się, że jest niezbędny organizmom żywym i przedostaje się z powietrza do krwi zwierząt.

### Pisma
W pismach swych Sędziwój występuje pod różnymi nazwiskami i pseudonimami: Sendivogius, Sendivog, Sensophax, Cosmopolita, Le Cosmopolite. Posługuje się też anagramami łacińskimi: DIVI LESCHI GENUS AMO (Kocham ród boskiego Lecha), ANGELUS DOCE MIHI JUS (Aniele ucz mnie prawa), które zawierają litery jego łacińskiego nazwiska Michael Sendivogius. Przydawano mu też inne przydomki, jak:
Sarmata Anonymus, Nobilis Polonus vel Cracovia, Heliocanthaurus Borealis (Północny Piewca Słońca).
Prace Sędziwoja w kolejności daty pierwszego wydania:
1. Novum Lumen Chymicum – De Lapide Philosophorum (1604) – łacina
2. Dialogus Mercurii, Alchemistae et Naturae (1607) – łacina
3. Tractatus de Sulphure (1616) – łacina
4. Traittez de l`Harmonie (1618) – francuski
5. Traktat vom philosophischen Saltz (1656) – niemiecki
6. Lettre Philosophique (1659) – francuski
7. Cinquante-Cinq Lettres Philosophiques (1671) – francuski
8. Processus Super Centrum Universi (1682) – łacina i niemiecki
9. Statuts des Philosophes Inconnus (1691) – francuski
10. Operatie Elixiris Philosophici (1698) – łacina i polski

## Sędziwój w literaturze i sztuce

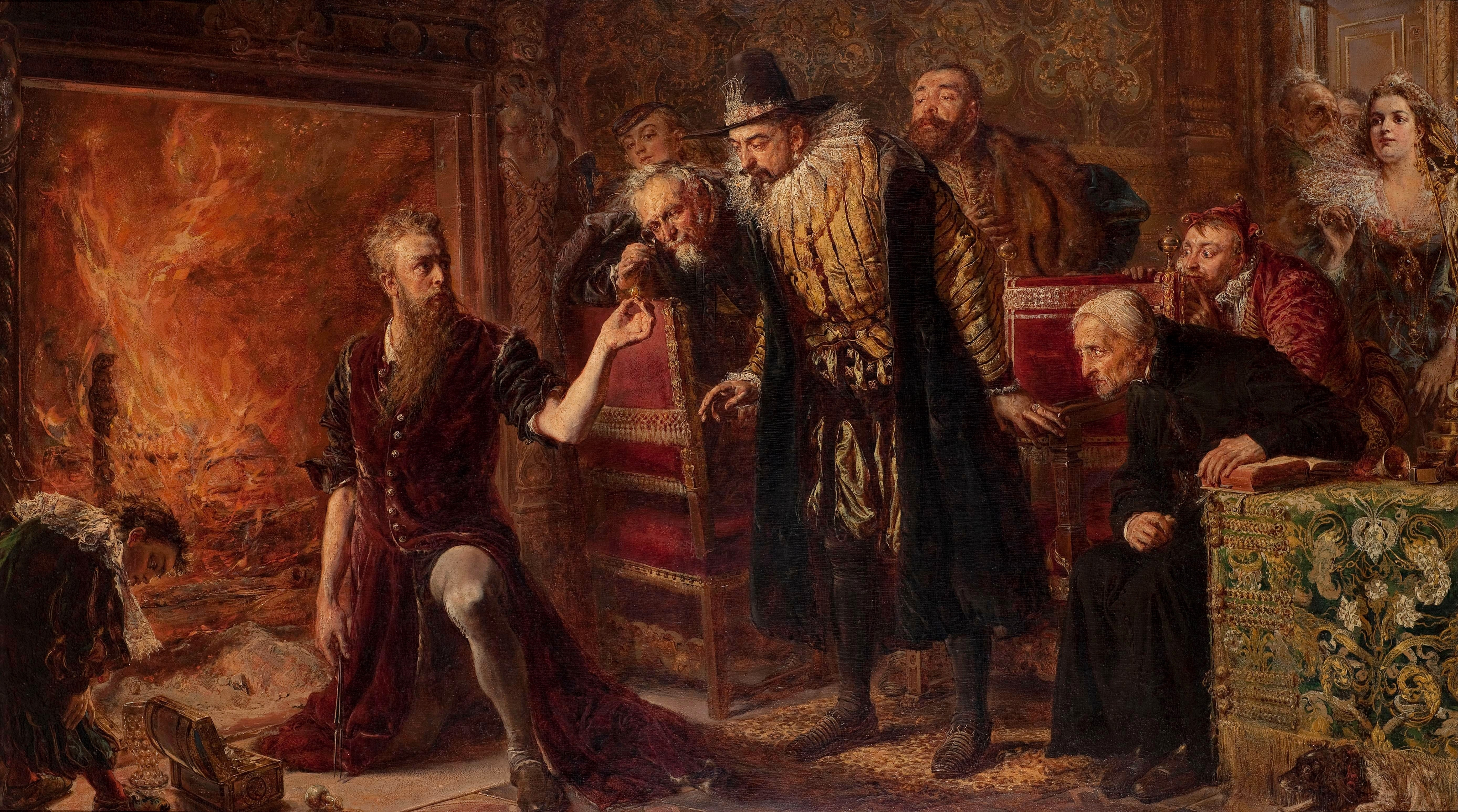
Jan Matejko, Alchemik Sędziwój, 1867

- Józef Bohdan Dziekoński, Sędziwój, t. I–III, Warszawa (1845), wydanie 2 skrócone, Warszawa (1907), Warszawa (1974).
- Maria Ilnicka, Alchemik. Obraz dramatyczny. Pierwszy ustęp, Warszawa (1858).
- Wacław Szymanowski, Michał Sędziwój. Dramat w pięciu aktach, Warszawa (1859).
- Jan Matejko, Alchemik Sędziwój (1867), Muzeum Sztuki w Łodzi.
- Gustav Meyrink, Die Abenteuer des Polen Sendivogius. Goldmachergeschichten, Berlin (1925).
- Mieczysław Smolarski, Poszukiwacz złota, Poznań (1927).
- Lech Emfazy Stefański, Alchemicy, Warszawa (1955, 1962).
- Jacek Koprowicz, Alchemik Sendivius, film fabularny, Polska (1988).
- Harry Mulisch, De procedure (Procedura), Amsterdam 1998.
- Andrzej Pilipiuk, Pan Samochodzik i… Sekret alchemika Sędziwoja t. 28, Olsztyn (2001).
- Andrzej Pilipiuk, Kuzynki, Lublin (2003, 2007); Księżniczka, Lublin (2004, 2007);  Dziedziczki, Lublin (2004, 2007).
- Mariusz Wollny, Kacper Ryx i król alchemików, Kraków (2012)